# Universitatea din Calgary
Universitatea din Calgary (U of C sau UCalgary) este o universitate publică de cercetare situată în Calgary, Alberta, Canada. Universitatea din Calgary a început în 1944 ca filială Calgary a Universității Alberta, fondată în 1908, înainte de a fi instituită într-o universitate separată, autonomă în 1966. Este alcătuită din 14 facultăți și peste 85 de institute și centre de cercetare. Campusul principal este situat în cadranul nord-vest al orașului, lângă râul Bow și un campus mai mic din sud este situat în centrul orașului. Principalul campus găzduiește cea mai mare parte a facilităților de cercetare și lucrează cu agenții de cercetare și reglementare provinciale și federale, dintre care multe sunt găzduite lângă campus, cum ar fi Studiul Geologic al Canada. Campusul principal acoperă aproximativ 200 hectarei (490 acri).
Membru al U15, Universitatea din Calgary este, de asemenea, una dintre cele mai importante universități de cercetare din Canada (pe baza numărului de Catedre de Cercetare din Canada). Universitatea are un venit de cercetare sponsorizat de 380,4 milioane USD, cu venituri totale care depășesc 1,2 miliarde de dolari. Universitatea menține legături strânse cu industria petrolului și a geoscienței prin Departamentul de Geoștiințe și Schulich School of Engineering. De asemenea, universitatea întreține mai multe alte departamente și facultăți, inclusiv Cumming School of Medicine, Facultatea de Arte, Școala de Politici Publice, Facultatea de Drept și Haskayne School of Business.
Universitatea din Calgary are înscriși aproximativ 25.000 de studenți absolvenți și 5.000 de studenți absolvenți cu peste 170.000 de studenți în 152 de țări, printre care James Gosling, care a inventat limbajul computerului Java, Garrett Camp, care a cofondat Uber, fostul prim-ministru al Canadei, Stephen Harper, fostul astronaut canadian Robert Thirsk și fondatorul Lululemon Athletica, Chip Wilson.

## Legături externe
- Official site of the University of Calgary
- Official site of the University of Calgary - Qatar